# ルーク篁
ルーク篁（ルーク たかむら、LUKE TAKAMURA、1964年4月12日 - ）は、日本のギタリスト、歌手、作曲家、作詞家である。東京都ひばりが丘出身。東京都立石神井高等学校を経て、成蹊大学経済学部を卒業。1984年から1986年までは紫馬肥（むらさきうまごやし）で活動、1999年に解散した聖飢魔IIの元構成員であり、ギタリストを務めた。2002年CANTAを結成して現在まで活動している。身長178cm。

## 来歴
ギターを始めたきっかけは、「姉に無理矢理ギターを持たされて弾かされた事」であると聖飢魔II時代に本人が語っている。本人によると、ギターを弾き始めた頃はフォーク少年で、主にかぐや姫やNSPの楽曲をコピーしていたという。
1984年、高校時代の友人に誘われ入会していた早稲田大学WFSにて、バンド紫馬肥（むらさきうまごやし）を結成。他のメンバーは、デーモン小暮閣下、エース清水、ジード飯島。
紫馬肥時代の1986年に出来た「EL.DO.RA.DO」を、聖飢魔IIの『地獄より愛をこめて』に提供し、翌1987年2月よりSgt.ルーク篁III世の名で聖飢魔IIに、ジェイル大橋の後任として加入する（一般お披露目は3月）。
聖飢魔II在籍の1991年にギターだけでなくリード・ボーカルも担当したソロアルバム『篁』、1993年にライブアルバム『SOAKING WET LIVE』をリリースする。また1995年にはNIGHT HAWKSの青木秀一、元X、LOUDNESSの沢田泰司、サポートメンバーとして44MAGNUM（現ZIGGY）の宮脇“JOE”知史を迎えたユニットKINGSを結成し、アルバムとシングルを1枚ずつリリースする。レコーディング・プロデューサーとしてSo What?のアルバムにも参加し、『So What?』（1995年）、『FRAGILE』（1996年）『努』（1997年）をリリースした。
1992年に発売された動画経典（アニメ）『HUMANE SOCIETY 〜人類愛に満ちた社会〜』にルーク役で声優出演。
魔暦元年（1999年）12月31日に聖飢魔II解散。その後、2001年にはTOYO（Totally Oval Yellow Outbreak）名義でインストゥルメンタル・アルバムをリリースする。
2002年からはドラマーの雷電湯澤（RX、元聖飢魔II）、ベーシストのMASAKI（アニメタル、元JACKS'N'JOKER）とともにCANTAを結成。自身はギターとボーカルを務める。このバンドのためにボーカリストを探したがなかなか見つからず自らがボーカルを務める事となった。
2005年に放送されたヘヴィメタル専門バラエティ番組『ヘビメタさん』では非常勤講師として出演した。また『ROCK FUJIYAMA』では、引き続き準レギュラーとして出演した。
同年6月、聖飢魔II地球デビュー20周年として期間限定再集結。
2007年以降、高見沢俊彦ソロプロジェクトに参加。「王子連合」の一員（本人曰く、「中間管理職的立ち位置」）としてレコーディング、ツアー両面で高見沢を支えている。
2010年、聖飢魔II地球デビュー25周年として期間限定再集結。同年6月 - 9月は音楽フェスに参加（アメリカ、フランス、日本、韓国）。9月 - 12月は、日本国内で大黒ミサツアーを行い、翌2011年11月30日、12月1日にはチャリティーイベント『聖飢魔II Presents「Tribute to JAPAN」』を両国国技館で開催。
2012年9月9日SHIBUYA-AXにて自身の25周年を記念したライブ『ルーク篁 地球デビュー25周年イヴェント THE 四半世紀 LIVE！』を開催。
このライブにはゲストにデーモン閣下、雷電湯澤殿下、石川俊介、MASAKI、ANCHANG、DJ HANGERが参加、聖飢魔II、ソロ、TOYO～現在のおもな活動であるCANTAまでを総括した内容となった。
また前半は聖飢魔IIのルーク篁参謀に変身して登場し、自身が作詞・作曲した聖飢魔IIの「BRAND NEW SONG」「MASQUERADE」を自ら歌唱した。
2015年、聖飢魔II地球デビュー30周年の期間限定再集結に参加。
2016年よりソロ・プロジェクトを始動。ルーク篁参謀として悪魔の姿で歌唱をメインに担当。ギターのK-A-Z、若井望、ベースの大桃俊樹、ドラムのLEVINをサポートに迎え全国ツアーを行っている。

## 聖飢魔IIの構成員としてのプロフィール
聖飢魔II在籍時は正式名称を Sgt.ルーク篁III世 (英表記：Sgt. LUKE TAKAMURA III) （サージェント ルーク たかむら さんせい、Sergeant Luke Takamura The Third）とし、通常は短くルーク篁（現在はこちらが正式な名義）、もしくは参謀と敬称を以って、名前と敬称を合わせルーク参謀と呼ばれていた。解散後の再集結以降は聖飢魔II構成員としても「Sgt.」と「III世」が除かれており、代わりに「参謀」まで含めた「ルーク篁参謀」表記が正式なものとなっている。英表記は「S.G. LUKE TAKAMURA」。
通称「聖飢魔IIの蒼い稲妻」。「III世」は、ルークの実家は電気屋を営んでおり、ルークはそこの三代目にあたるということから由来しているという説がある。ルーク篁が初めてメディア露出をしたデモタカビデオジャムにおいて一世は薬屋、二世は電気屋と説明を行った。聖飢魔II在籍時の公式設定によるプロフィールでは「B.D.100034年（紀元前98036年）4月12日生まれ、地獄の高級住宅地ヒバリーヒルズ発生のギタリストにして聖飢魔IIの最後の構成員。元地獄軍事局参謀で洗剤兵器と健康食品による侵略活動に力を入れていた。」ということである。初期の頃は敬称が「参謀」ではなく「軍曹」となっており、音楽番組などで話す時はデーモン小暮閣下のような固い口調で喋っていた。軍曹はSgt.（Sergent）の和訳。

## 人物

### エピソード
- 父親は電電公社で開発業務に携わっており、自宅には自作の音響機器があった。常に音楽が流れている環境で育ったため音楽を始めるのは自然なことであった[1]。
- 6歳年上の姉にフォークギターを持たされる。最初に弾いたのはNSPの曲でFコードが出てこない曲が通して弾けたのをきっかけにギターの面白さに目覚め、自ら進んで弾くようになった。NSPのライブに行き、当時サポートをしていたCHARに憧れ、中学1年生の頃にはエレキギターを弾き始める[1]。
- 姉が持っていたディープ・パープルの「ハイウェイ・スター」を聴き、リッチー・ブラックモアに憧れ洋楽のコピーを始める。その頃にエアチェックしたテープを今でも持っている[1]。
- 初めてバンドを組んだのは中学1年で、同じ学年にドラムを持っている生徒がいたため[1]。
- 初ライブは中学2年11月3日の学園祭で「ハイウェイ・スター」と「スモーク・オン・ザ・ウォーター」を演奏した[1]。
- 最初に買ったギターはリッケンバッカーのコピーモデル。近所にモズライトを作っている工場がありそこで入手した。その後、リッチー・ブラックモアが使っているという理由でグレコのSE-600（ストラトタイプ）のナチュラルフィニッシュを使いはじめる[1]。
- 好きなアーティストとしてSigur Ros、The White Stripes、Stone Temple Pilots、Uli Jon Rothを上げている。音楽についてはジャンル問わず聴くようで防弾少年団も高く評価している[2]。
- 本人いわく、生活は超健康的で、「自転車・ビタミン・ロックンロール」な生活をしている。
- 愛車としてかつてマツダ・ファミリア（グレード不明）を代続きで所有していたが、2台連続で事故廃車という憂き目にあっている。聖飢魔II時代、愛車が大破するほどの事故に逢い、むち打ち症になったことがある。その後に使っていた矯正用の器具（ポリネック）を『デーモン小暮のオールナイトニッポン』のリスナープレゼントとして寄贈していた。
- 趣味は自転車移動であった。自転車はSHOGUNを愛用していたが、2018年のファンイベントで「あまりに古い車体のためメンテナンスを拒否されて以来、最近はまったく乗っていない」と発言している。
- コアなロードレースファンとしても知られており、ツール・ド・フランス関連の番組でゲスト解説を行なっている。
- 正式な称号でも敬称でもないが、デーモン小暮閣下からは「青いの」、黒柳徹子からは「ヒトデ」と呼ばれたこともある。1998年8月10日放送のHEY!HEY!HEY!では松本人志に「ドアノブカバー」とあだ名をつけられた（この時被っていたニットの青い帽子がドアノブカバーに似ていると指摘されたため）。
- 酒を飲むと原因不明の咳が止まらなくなるという経験から現在はアルコールを摂らない。コーヒーも好物であったが、同じく体調に影響するという判断でデカフェを愛飲している。

## 機材
- Killer TWILIGHT[2]
- Killer VOICE OF BIRD[2]
- Killer KG-Spellbind[3]
- Killer KG-Triumph V[4]
- Killer KG-GALAXY[5]
- Marshall Kerry King Model[6]
- JCM 2000[6]
- 1959SE[6]
- BOSS ES-8[7]
- BOSS SD-1W[7]
- KORG SDD-3000 PEDAL[7]
- MISSION ENGINEERING REWAH PRO[7]

## 作品

### 聖飢魔II
参照: 聖飢魔IIの教典一覧（B.D.12年（1987年）以降）
- BIG TIME CHANGES（1987年）
- THE OUTER MISSION（1988年）
- 有害（1990年）
- 恐怖のレストラン（1992年）
- PONK!!（1994年）
- メフィストフェレスの肖像（1996年）
- NEWS（1997年）
- MOVE（1998年）
- LIVING LEGEND（1999年）
- BLOODIEST（2022年）

### ルーク篁
- 篁（1991年）
- SOAKING WET LIVE（1993年）

### KINGS
- KINGS（1995年）

### TOYO
- A Sight For Sore Eyes（2001年）

### CANTA
- EVERYTHING'S GONNA BE ALRIGHT（2002年）
- fraction（2003年）
- NON-HOMOGENIZED（2005年）
- 百歌颯鳴（2006年）
- 流星と春の嵐（2007年）
- きらきら（2008年）
- めらめら（2008年）
- Green Horn（2009年）
- MIRACLE（2011年）
- セヴン（2012年）
- My Generator（2013年）
- LOVE FIXXXER（2016年）
- くらくら（2017年）
- Did I make it?（2019年）

### 教則映像
- 「ルーク篁　ロックンロール・ダイナマイト」リットーミュージック（1993年）
- 「ルーク篁 直伝 エヴォリューション・オブ・ギター・プレイ」アトス・インターナショナル（2005年）

## レコーディング参加作品
- Be-B「Be-BII」TMC Records（1995年）
  - 「Chanceをつかもう」演奏
- 「Who Do They Think We Are?〜A Tribute To Deep Purple From Japan〜」BMGビクター（1996年）
  - 「Lay Down, Stay Down」演奏
- 「Candy Rider」　Vivid Sound Corporation（1996年）
  - 「Adrenalin Drive」作曲・演奏
- オリジナル・アニメ・サウンドトラック「B'T X NEO」日本コロムビア（1997年）
  - 「B'T MOTION」「瞳は幾千の窓」演奏
- 「ドラマー・パーフェクトガイド　ジョン・ボーナム」リットー・ミュージック（1998年）
  - 「永遠の詩」演奏
- 『祭囃子〜ゲームトリビュート』エアーズ（1998年）
  - 「サウンドノベル・弟切草〜オープニング〜」プロデュース・演奏
- カーマイン・アピス　「ギター・ゼウス・ジャパン」ロック・レコード・ジャパン（1999年）
  - 「Days Are Nights」演奏
- cali≠gari「カリガリじゃないじゃない(T_T)」（2001年）
  - 村井研次郎ソロ「MKG」より「Falling Amgel」ギターソロ演奏
- SEGA ROCK
  - 「SEGA ROCK Vol.1」（2004年）
  - 「SEGA ROCK Vol.2」（2004年）
  - 「SEGAROCKS LIVE IN JAPAN」（2004年）
- テレビアニメ「鋼の錬金術師」キャラクターソング HAGAREN SONG FILE -ALPHONSE ELRIC-（2005年）
  - 「ボクハココニイル」作・編曲　作詞・水島精二　CV：釘宮理恵
- MASAKI
  - アルバム「UNIVERSAL SYNDICATE」（2006年） - 「SWALLOWED」ギター演奏
  - アルバム「PSYCHO DAZE BASS」（2013年）
  - アルバム「PIT-LOW2」（2018年） - 「YAIBA」ギターソロ演奏
- 山本恭司プロデュース「六弦心 Vol.2 」ワーナーミュージック・ジャパン（2013年）
  - 「ななつの子」演奏
  - 「VIPER44」ギターソロ演奏
- Guitar☆Man LIVE #006ーSMOKE ON THE WATERー（2013年）
  - 2013年6月7日 東京キネマ倶楽部のライブ音源を配信
- デーモン閣下「地獄のなめこのうた」編曲、演奏（2014年）
- テレビアニメ「櫻子さんの足下には死体が埋まっている」挿入歌（2015年）
  - 「DOKURO 〜恍骨礼讃歌 第1章〜」演奏

## プロデュース作品
- So What?「So What?」ビクターエンターテインメント（1996年）
- So What?「FRAGILE」ビクターエンターテインメント （1996年）
- So What?「努－ツトム－」ビクターエンターテインメント （1997年） - ベース演奏2曲

## 出演

### ライブ・コンサート

#### ソロ
- ルーク篁 地球デビュー25周年イヴェント「THE 四半世紀 LIVE！」（2012年、渋谷AX）
- 25年目の『篁』〜再発記念、THE 四半世紀『篁』LIVE！〜（2016年）
- LUKE篁地球デビュー30周年記念 “蒼き疾風の肖像”（2016年12月、Zepp東京）
- LUKE篁地球デビュー30周年記念 “蒼き疾風の誘惑”（2017年）
- LUKE篁 Solo LIVE '18！ これなんて読むの？ たかむらだよ！ Tour（2018年）

#### ゲスト・サポート
- ROLLY主催 「犬死に II」（2001年）
- 雅-miyavi- セカンドライブ「成り上がり」（2003年）
- 高見沢俊彦ソロツアー
  - Kaléidoscope－天使の狂宴－（2007年）
  - KaléidoscopeII－鋼鉄天使の凱旋－（2008年）
  - KaléidoscopeIII－誘惑のBlood－（2009年）
  - Legend of Fantasia 2010 Fantasia（2010年）
  - Legend of Fantasia 2011 黄金龍王（2011年）
  - Legend of Fantasia 2012 ULTRA STEEL（2012年）
  - 2013 Takamiy Final Solo Tour Presented by THE 3RD PLANET（2013年）
  - 復活バケーション！（2013年）
- Guitar☆Man LIVE #006– SMOKE ON THE WATER –東京キネマ倶楽部（2013年）
- Marshall主催　Marshall GALA（2015年）
- DAIDA LAIDA 2016 1st GIG 〜翔〜（2016年）
- MASAKIデビュー25周年記念ライブ〜阿〜（2018年）
  - MASAKIデビュー25周年記念ライブ〜吽〜（2018年）

### 舞台
- 劇団☆新感線「SHIROH」（2004年）

### 映画
- RAMPO 奥山バージョン（1994年、松竹=松竹富士） - 謎の大魔王 役

### テレビ
- タモリの音楽は世界だ
- ROCK FUJIYAMA（テレビ東京）（レギュラーのROLLYの代打として、またゲストとしても出演）
- J SPORTS cycle road race「ツール・ド・フランス」
  - 2012年第4ステージのゲストとして初登場して以来、毎年、大会期間中に一度はゲスト出演するのが定番となっている。
  - 2019年第5ステージではメイクなしでの出演となった。

### ラジオ
- ルーク篁のMIDNIGHT SPECIAL（1990年4月 - 9月、水曜日、 NACK5）
- デーモン小暮のオールナイトニッポン（正式レギュラーではなかったがアシスタント同然の状態で毎週出演）
- デーモン小暮のラジ王（「オールナイトニッポン」同様、途中から毎週出演）
- エースとルークの魔界接近遭遇（1993年5月 - 1994年2月、FM FUKUOKA）
- 25時ラジ（FMヨコハマ）（DJ：CANTA　2012年7月 - 9月 木曜深夜1時　レギュラー番組・全13回）
- エースとルークの魔界接近遭遇 リターンズ（2020年6月1日（5月31日深夜。FM FUKUOKA開局50周年と聖飢魔Ⅱ地球デビュー35周年記念特別番組として単発放送）、2020年7月より毎月最終金曜日（深夜26:00 - 26:55）レギュラー放送、FM FUKUOKA）

### 配信
- 野村ギター商会（BIGLOBEストリーム）

### 執筆
- 雑誌「PLUM」 立東舎　「聖なる館」連載
- 雑誌「WeRock」月間サウンド・デザイナー　「STEP FORWARD, PLEASE」連載